# Юкансаари
Ю́кансаари — небольшой скалистый остров в Ладожском озере. Относится к группе Западных Ладожских шхер. Территориально принадлежит Лахденпохскому району Республики Карелия.
Имеет округлую форму диаметром 0,7 км.
Расположен в горле Якимварского залива, юго-восточнее острова Хепасалонсаари. Покрыт лесом.
Маяк Юкансари установлен на южном берегу острова Юкансари. Знак легко опознаётся по белому прямоугольному пятну, накрашенному на скале вблизи него.
Высота сооружения от основания, в метрах — 2. Высота огня маяка от уровня моря, в метрах — 20. Дальность видимости огня маяка — 10 морских миль.